# Bernhard Ronacher
Bernhard H. C. Ronacher (* 9. April 1949 in Innsbruck) ist ein österreichischer Biologe und Hochschullehrer.

## Leben
Bernhard Ronacher studierte Biologie in Innsbruck (Österreich) und Freiburg.
Nach seiner Promotion 1974 bei Bernhard Hassenstein war er bis 1979 als Postdoktorand am Institut Biologie III der Albert-Ludwigs-Universität Freiburg tätig. Von 1979 bis zu seiner Habilitation 1986 war er zunächst Assistent und dann Oberassistent an der Universität Erlangen.
Im Jahr 1993 war er Gastprofessor an der Universität Zürich in der Abteilung von Rüdiger Wehner. Seit 2003 hat er eine Professur an der Abteilung für Verhaltensphysiologie am Institut für Biologie der Humboldt-Universität zu Berlin. Zudem ist er Projektleiter im Bernstein Center for Computational Neuroscience Berlin.
Seit 2007 ist er korrespondierendes Mitglied der Akademie der Wissenschaften zu Göttingen, seit 2009 Mitglied (Matrikel-Nr. 7272) der Leopoldina. Während und nach seiner Promotion befasste er sich mit der visuellen Mustererkennung bei Insekten (v. a. Honigbienen), später auch bei Menschen. Später erforschte er unter anderem die Bewertung elektrischer Objektmerkmale durch schwach elektrische Fische, die neuronale Verarbeitung akustischer Kommunikationsmerkmale bei Feldheuschrecken, sowie die Orientierung von Wüstenameisen.